# Рыбницкий укреплённый район
80-й Рыбницкий укреплённый район — комплекс оборонительных сооружений, возведённый в 1930-х годах, прикрывал направление в центральную Украину. Шёл по берегу реки Днестр от села Грушка до места впадения в Днестр реки Ягорлык, располагаясь межу Могилёв-Подольским и Тираспольским укрепрайонами.

## История
На 1931 год 6-й ск (15, 51, 95-я сд) входил в состав Украинского ВО. Дислоцировался на территории Одесского района , управление корпуса находилось в Одессе (см. Одесский округ). Корпус охранял западную сухопутную советско-румынскую границу и черноморское побережье СССР. 95-я Первомайская стрелковая дивизия, в Первомайске Первомайского округа (без губернии) (управление дивизии, 284-й сп, 95-й конный эскадрон, 95-я рота связи, 95-я сапёрная рота), в Вознесенске 95-й артиллерийский полк, в Балту 285-й сп, в Ананьеве 283-й сп. Командир дивизии — Сысоев П. В.
24 апреля 1931 года издана директива о начале строительства Коростеньского, Летичевского, Могилев-Подольского (Могилёв-Ямпольского), Тираспольского и Рыбницкого укреплённых районов.
В 1931 году разработкой типовых проектов долговременных сооружений и оборудования занималось Управление инженеров РККА, а позже — Управление начальника инженеров РККА. Проектирование отдельных сооружений осуществлялось на основании типовых проектов в Управлении начальника инженеров укрепрайона, под руководством начальника инженеров и его помощника по технической части. Проекты утверждались комендантом укрепрайона. Строительные работы вели инженерно-сапёрные подразделения под руководством номерного Управления начальника работ.
17 мая 1931 участок строительства Рыбницкого УРа был осмотрен Комиссией по оборонному строительству. 30 июня 1931 Проект укрепрайона был утверждён начальником Штаба РККА.
В 1934 управление 95-й Первомайской сд передислоцировано в Молдавскую АССР с управлением в пгт. Бирзула (ныне Подольск). Командир дивизии — Сысоев П. В.
К 1934 были построены основные огневые сооружения Рыбницкого укреплённого района с управлением района в Рыбнице Молдавской АССР. 95-я сд взаимодействовала с войсками Рыбницкого укрепрайона.
16 января 1934 95-я Первомайская сд переименована в «Молдавскую».
17 мая 1935 Украинский военный округ разделён на Киевский военный округ и Харьковский военный округ. Войска КиевВО дислоцировались на территории Винницкой, Киевской, Одесской, Черниговской областей и Молдавской АССР. (1-с.86). В состав КиевВО вошли 6-й ск и Рыбницкий укреплённый район.
1 июля 1935 95-я сд 6-го ск дислоцировалась в следующих гарнизонах:
- Гарнизон пгт Котовск (В мае 1935 года Бирзула переименована в Котовск): управление 95-й стрелковой Молдавской дивизии (кадровой); дивизионные части: 95-й артполк и другие; 284-й стрелковый Молдавский полк.
- Гарнизон Ананьева: 283-й стрелковый Бессарабский полк 95-й сд.
- Гарнизон Балты: 285-й стрелковый Днестровский полк 95-й сд[6].

В 1937 году на линии советской государственной границы насчитывалось тринадцать укрепленных районов, из них в Молдавии на советско-румынской границе — Рыбницкий УР и Тираспольский УР.
26 июля 1938 Главный Военный совет Красной Армиипреобразовал Киевский военный округ в Киевский Особый военный округ и создал в округе армейские группы. 95-я сд входившая в состав 6-го ск и Рыбницкий укреплённый район вошли в состав Одесской армейской группы. (1-с.112-113).
15 августа приказом Народного комиссара обороны СССР № 009 Рыбницкий и Тираспольский укреплённые районы, располагавшиеся по р. Днестр, были подчинены командирам 99-й сд и 51-й, должности их комендантов и штабы упразднялись.
С 1 августа по 1 декабря 1939 году командование Красной Армии планировало провести в РыбУРе следующие мероприятия:
- Перевести три стрелковых полка 95-й стрелковой дивизии на УРовскую организацию, штат 9/821, кол-во л/с 438 чел.
- Сохранить в составе УРа: Управление начальника инженеров, 65-й артдивизион, шесть отдельных взводов капонирной артиллерии, два дополнительных кадра к отдельным пулемётным батальонам, роту ПХО (противохимической обороны), конный взвод и склад боеприпасов.
- Обратить на 57-й отдельный пулеметный батальон 4-х ротного состава на укомплектование пулемётных батальонов сп 95 сд, штат 9/808, кол-во 821 чел.
- Перевести 110-й отдельный пулемётный батальон, роту связи, сапёрный батальон в Шепетовский УР, с обращением на формирование УР[7].

17 сентября войска Красной Армии Советского Союза перешли советско-польскую границу, начался Польский поход РККА. 17 сентября Одесская армейская группа вошла в состав Украинского фронта, но участия в боевых действиях не принимала. В составе Действующей армии находилась с 17 по 29 сентября 1939. 12 октября 1939 года образован Одесский военный округ. В октябре управление 6-го стрелкового корпуса осталось в составе Киевского ОВО и переместилось из Одессы в Яворов под Львовом и приняло в состав корпуса новые дивизии. 95-я сд вошла в состав Одесского ВО и вошла в состав 35-го ск. Рыбницкий укреплённый район теперь взаимодействовал с 35-м ск.

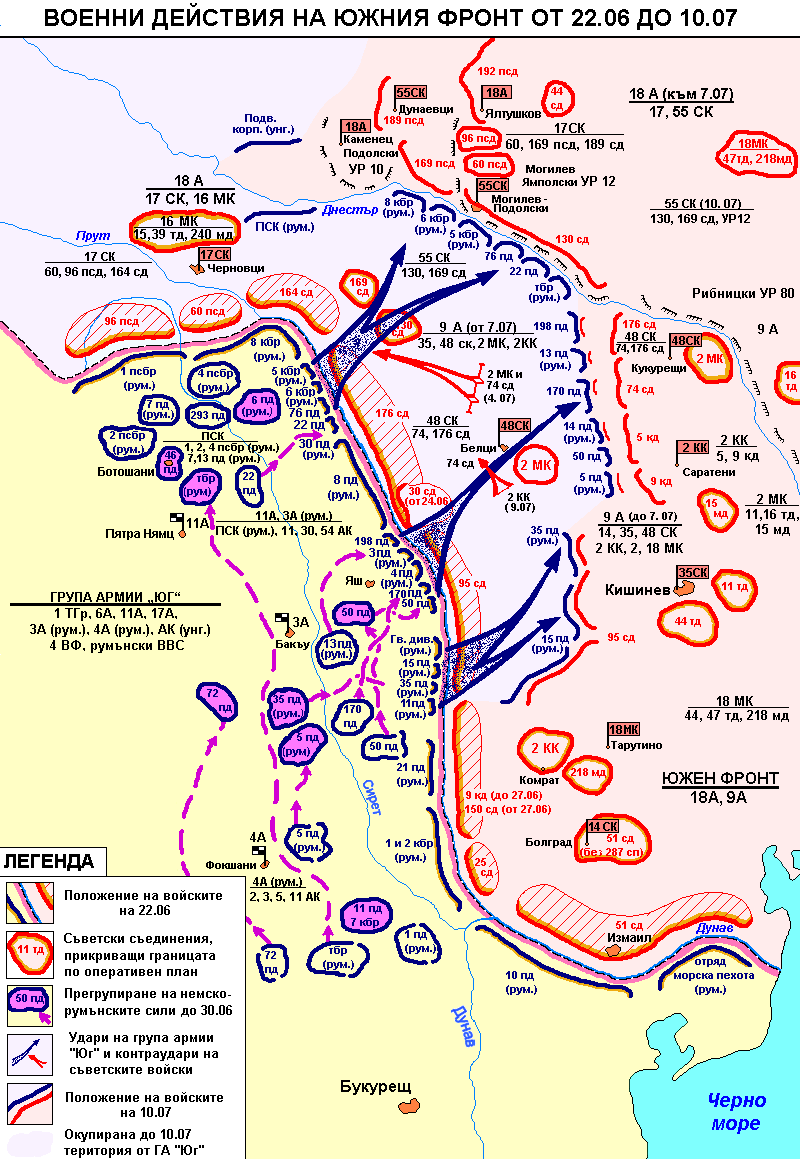
Боевые действия в ходе Приграничного сражения в Молдавии, 22 июня — 10 июля 1941 года

С 20 июня по 10 июля 1940 года район входил в состав 9-й армии Южного фронта во время присоединения Бессарабии и Северной Буковины к СССР.
80-й Рыбницкий УР сформирован 10.6.1941, управление в Кодыме. Комендант — генерал-майор А. И. Рыжов. На начало Великой Отечественной войны УР имел следующие показатели: протяжённость по фронту 120 км (по другим данным 135 км), протяжённость в глубину 3 км, построенных ДОС 236, в составе УР было 3 ОПУЛАБ. В укрепрайоне на 1941 год имелось по одним данным всего 238 ДОТов, по другим — 199 пулемётных ДОТов, 11 артиллерийских ДОТов, в которых располагались 527 пулемётов и 26 орудий. Состав укрепрайона — 3 пулемётных батальона. По германским данным 1942 года в Рыбницком УРе имелось 4 орудийных каземата, 250 пулемётных и 8 командных пунктов. Рыбницкий укрепрайон правым флангом начинался у села Грушка на берегу реки Днестр и практически смыкался правым флангом с Могилёв-Подольским УРом. Далее он располагался по берегу реки через населённые пункты Кузьмин, Каменка, Подойма, Рашково, Белочи, Рыбница, Попенки, Бугучаны, Цыбулевка, Гоян и заканчивался у места впадения реки Ягорлык в Днестр, почти смыкаясь в Тираспольским укрепрайоном.
В ходе Приграничного сражения в Молдавии 17 июля 1941 года директивой командующего войсками Южного фронта генерала армии И.В. Тюленева 9-й армии было приказано «к утру 21.7 отойти главными силами на восточный берег р. Днестр, где, опираясь на Рыбницкий и северный фас Тираспольского УР, организовать упорную оборону, особенно плотно прикрыв промежуток между Рыбницким и Тираспольским УР», к 19 июля отход был в основном выполнен.
В результате боёв 23 июля немецкая армия вступает в Каменский район, через три дня захватывает Каменку с намерением обойти советский войска с фланга. Советские войска были вынуждены оставить весь северный фас Рыбницкого укрепрайона и разворачивать фронт. Также крупные сражения происходили 27 июля в районе сел Белочи и Малый Молокиш Рыбницкого района, где отличился Курбан Дурды, один из первых Героев Советского Союза периода войны.
В результате обхода позиций 9-й армии с фланга 3 августа начинается отход армии и эвакуация укрепрайона, 8 августа немецкая армия вошла в Тирасполь и Рыбницу . Личный состав УРа 6 августа переформирован в отдельную пулемётно-стрелковую бригаду и в дальнейшем участвовал в обороне Одессы.

## Командование
- Комендант — генерал-майор А.И. Рыжов (на 10.06.1941)[10].
- Начальник штаба — В.П. Соколовский (03—10.1940).

## Состав
На 1931 год
- Управление УР:

— комендант;
— заместитель коменданта по политической части.
- Управление начальника инженеров укрепрайона:

— начальник инженеров;
— помощник по технической части(7).
На 1 января 1939 года
- Управление УР;
- Управление начальника инженеров;
- 57-й отдельный пулеметный батальон (1,2,3.4-й роты);
- 110-й отдельный пулемётный батальон;
- 65-й артдивизион;
- сапёрный батальон;
- рота связи;
- рота ПХО (противохимической обороны);
- шесть отдельных взводов капонирной артиллерии;
- два дополнительных кадра к отдельным пулемётным батальонам;
- конный взвод;
- склад боеприпасов[7].

На 1 августа 1939 года
- Управление УР;
- Управление начальника инженеров;
- три стрелковых полка 95-й стрелковой дивизии Уровской организации;
- 65-й артдивизион;
- рота ПХО (противохимической обороны);
- шесть отдельных взводов капонирной артиллерии;
- два дополнительных кадра к отдельным пулемётным батальонам;
- конный взвод;
- склад боеприпасов[7].

На 10 июня 1941 года
- Управление УР:

— комендант;
— заместитель коменданта по политической части.
- ... пулемётно-артиллерийский батальон;
- ... пулемётно-артиллерийский батальон;
- ... пулемётно-артиллерийский батальон[10].

## Подчинение
- 6-й стрелковый корпус Украинского военного округа (24.04.1931-17.05.1935);
- 6-й стрелковый корпус Киевского военного округа (17.05.1935-26.07.1938);
- 6-й стрелковый корпус Одесской армейской группы Киевского Особого военного округа (26.07.1938-12.10.1939);
- Одесский военный округ (12.10.1939-20.06.1940);
- 9-я армия Южного фронта (20.06-10.07.1940);
- Одесский военный округ;
- 9-я армия (22.06-6.08.1941).